# Alfred Loeser
Alfred Alexander Loeser (* 12. Oktober 1887 in Nimptsch, Kreis Nimptsch, Provinz Schlesien; † 1962 in London) war ein deutsch-britischer Arzt.

## Leben und Tätigkeit
Alfred Loeser war der Sohn eines Gesundheitsbeamten. Nach dem Schulbesuch studierte er an den Universitäten Freiburg und Berlin Medizin. 1913 promovierte er zum Dr. med.
Nach Tätigkeiten als Hauschirurg in Frankfurt und als Schiffsarzt veranlasste sein Interesse an der Bakteriologie ihn dazu, nach Berlin zu gehen, wo er vier Jahre als Assistent von Julius Morgenroth am Pathologischen Institut der Charité verbrachte.
In den ersten beiden Jahren des Ersten Weltkriegs kam er als Feldarzt (field-service medical officer) an der Ostfront zum Einsatz. Nach einer Verwundung im Jahr 1916 verbrachte er vier Jahre als Assistent an der Gynäkologischen Klinik der Universität Rostock, wo er sich die Grundlagen seiner Kenntnisse auf den Gebieten der Geburtshilfe und Gynäkologie aneignete.
1920 kehrte Loeser an die Berliner Charité zurück, wo er eine Stellung als Assistent der Gynäkologischen Klinik unter Karl Franz erhielt. Zu dieser Zeit widmete er sich der Erforschung des Zellstoffwechsels der Plazenta. Einem Ratschlag von Otto Warburg folgend wandte er das Wissen, dass er so gewonnen hatte an, um In-vitro-Untersuchungen über die Gärung und Beatmung (respiration) von Krebszellen zu befassen, wobei er sein Augenmerk besonders auf den Einfluss von Hormonen auf diese Prozesse richtete.
Später wurde er Leiter der gynäkologischen Abteilung des Jüdischen Hufeland Krankenhauses in Berlin.
1934 emigrierte Loeser, der sich seit 1933 aufgrund seiner nach nationalsozialistischer Definition jüdischen Abstammung in Deutschland zunehmenden Repressionen und Schikanen ausgesetzt sah, nach Großbritannien, wo er eine Privatpraxis in London eröffnete. Kurz zuvor hatte das Deutsche Ärzteblatt noch ein Photo des hochgewachsenen und schlanken Mann veröffentlicht und ihn – offenbar in Unkenntnis seiner jüdischen Abstammung – als „typisch deutscher Arzt“ bezeichnet.
Loesers Forschung auf dem Gebiet der hormonellen Beeinflussung von Karzinomen resultierte schließlich in der Entdeckung, dass Testosterone eine hemmende Wirkung auf das Wachstum von Brustkrebskarzinomen hat. Diese Behandlungsmethode, die er erstmals auf einem gynäkologischen Kongress in Amsterdam im Jahr 1938 beschrieb, entwickelte sich daraufhin bald zu einem standardmäßig angewandten Verfahren in der ärztlichen Versorgung dieser Erkrankung. Auch die Behandlung von weiblichen Genitalkarzinomen mit Hormonen geht auf Loeser zurück und stellt, laut Davis, seinen wichtigsten Beitrag zur Forschung dar. Seine Forschungen schlugen sich in zahlreichen Publikationen in Fachzeitschriften nieder.

## Familie
Loeser war verheiratet mit Susanne Courant (1897–1961) und hatte zwei Töchter. Seine Frau starb, wie sein Nachruf festhielt, an Brustkrebs.

## Schriften
- Über die Endresultate der wegen chronischer Appendizitis und im Intervall ausgeführten Appendektomien, 1913.
- Über Pyocaneusinfektion und Pyocyaneusagglutinine. In: Zentralblatt für innere Medizin, Bd. 37, 1916, .
- Unvollständige Uterusruptur. In: Zentralblatt für Gynäkologie, 1917, S. 985–989.
- Die Bedeutung des latenten Mikrobismus und der latenten Infektion. In: Beiträge zur Klinik der Infektionskrankheiten und zur Immunitätsforschung, 1917, S. 248–254.
- Die latente Infektion der Geburtswege. In: Archiv für Gynäkologie, Bd. 108, 1918, Heft 1, S. 137–156.
- Verfahren zur Herstellung von Antigonorrhoe-Frischvakzinen, 1926.
- Die Heilung der chronischen Gebärmutter- und Adnexgonorrhoe durch subkutane Injektio lebender Gonokokken (Lebendvakzine), 1928, Nr. 25, S. 965–967.
- Atmung und Gärung der überlebenden Placenta des Menschen sowie deren Beeinflussung durch Hormone nebst dem Milchsäurestoffwechsel der lebenden Placenta im trächtigen Tiere. In: Archiv für Gynäkologie, Bd. 148, 1932, S. 118–148.